# Joan Waste
Joan Waste, född i Derby 1534, död 1 augusti 1556 i Derby, var en blind engelsk protestant som blev avrättad för kätteri under de marianska förföljelserna.  
Hon tillhör de mer kända offren för den religiösa förföljelsen under denna period. Hon har blivit betraktad som en protestantisk martyr.
Joan Waste var dotter till William och Joan Waste i Derby. Hennes far var barberare och repmakare. Hon föddes blind och hade en tvillingbror, Roger. Hon lärde sig sticka och göra rep för att kunna försörja sig. 
Joans föräldrar blev protestanter under reformationen och familjen gick på protestantiska gudstjänster i St Peter's i Derby fram till att Maria I besteg tronen 1553 och inledde motreformationen. 
I januari 1555 blev protestantism belagt med dödsstraff. Joan Waste protesterade offentligt när Maria I förbjöd gudstjänster på engelska och återintroducerade latin i kyrkan. Hon greps och fördes inför biskop Ralph Baines kansler Anthony Draycot för att försvara sina åsikter i en rättegång som ägde rum i All Saints Parish Church. Hon förnekade transsubstantiationens lära om att brödet och vinet förvandlades till Kristi kött och blod. Det upptäcktes också att hon hade köpt Nya testamentet på engelska språket och betalat personer för att läsa upp det för henne. I enlighet med den nya lagen mot protestantism dömdes hon till döden för detta. 
Joan Waste avrättades 1 augusti 1556 på Windmill Pit på Burton Road i Derby. Inför avrättningen fick hon lyssna på en predikan av Anthony Draycot under närvaro av Sir John Port, Henry Vernon och John Dethick. Hon uppges ha gått till sin avrättning med sin bror Roger Waste, som ledde henne vid handen. Hon hängdes upp i ett rep ovanför ett brinnande bål, och föll levande ned i bålet när eldslågorna bränt av repet. 
Ett minnesmärke finns över henne i Birchover church. En minnesplatta uppsattes på Lime Avenue av Derby Civic Society i februari 2017. 